# Anotopterus
Anotopterus is een geslacht van straalvinnige vissen uit de familie van speervissen (Anotopteridae). Het geslacht is voor het eerst wetenschappelijk beschreven in 1911 door Zugmayer.